# Petriwka (Krasnohrad, Natalyne)
Petriwka (ukrainisch Петрівка; russisch Петровка Petrowka) ist ein Dorf in der ukrainischen Oblast Charkiw mit etwa 1300 Einwohnern (2023).
Am 12. Juni 2020 wurde das Dorf zum Zentrum der neugegründeten Landgemeinde Natalyne, bis dahin bildete es zusammen mit dem Dorf Lypjanka (Лип'янка) und der Ansiedlung Balky (Балки) die gleichnamige Landratsgemeinde Petriwka (Петрівська сільська рада/Petriwska silska rada) im Osten des Rajons Krasnohrad, der 2024 in Rajon Berestyn umbenannt wurde.
Die Ortschaft liegt auf einer Höhe von 116 m am linken Ufer der Berestowa (Берестова), einem 99 km langen, rechten Nebenfluss des Oril, 10 km östlich vom Rajonzentrum Berestyn und etwa 100 km südwestlich vom Oblastzentrum Charkiw. Sieben Kilometer südwestlich vom Dorf verläuft die Fernstraße M 29/E 105.
Das 1682 gegründete Dorf (eine andere Quelle nennt das Jahr 1723) war ab 1764 Teil der Verhaulinie zum Schutz der Sloboda-Ukraine vor den Krimtataren. Diese griffen im September 1769 das Dorf an und nahmen zahlreiche Einwohner gefangen.

## Wappen
Das Wappen der Ortschaft besitzt die Form eines spanischen Schildes, gekrönt von einer Getreidekrone. Der Wappenschild ist durch silberne Bänder in drei Teile unterteilt, die die Farben Gelb und Blau haben. Im mittleren, gelben Feld ist der Heiligen Apostels Petrus dargestellt. Im linken, blauen Feld ist ein stilisiertes goldenes Bild von gebundenen Getreideähren und im rechten blauen Feld kreuzen sich ein tatarischer Säbel und ein Kosakenspeer, darunter liegt eine Weintraube. Am unteren Rand befindet sich in einem blauen Band in silbernen Buchstaben die Inschrift „село Петрівка Красноградського району“  (Dorf Petriwka, Rajon Krasnohrad) und darunter die Jahreszahl „1682“.
Das Petrusbild steht im Zusammenhang mit der Dorfgründung auf dem Gebiet der Saporoger Sitsch: 1682 ließen sich Kosaken in der Nähe des Flusses Berestowa nieder, wo es Historikern nach zu dieser Zeit viele Fische gab, was den Kosaken den Lebensunterhalt als Fischer ermöglichte. Daher nannten die Kosaken ihre Siedlung nach dem heiligen Apostel Petrus, dem Beschützer der Fischer. Der Ährenbund symbolisiert die landwirtschaftliche Ausrichtung der Region. Die gekreuzten Waffen mit Traube stammen vom Wappen des ansässigen Regiments an der Verhaulinie und die Jahreszahl 1682 steht für das Gründungsjahr des Dorfes.

## Söhne und Töchter der Ortschaft
- Wassili Artjomowitsch Kolesnik (ukrainisch: Василь Артемович Колесник Wassyl Kolesnyk; 1914–1996), sowjetischer Generalleutnant der Luftfahrt, Held der Sowjetunion